# Lợn vòi Nam Mỹ
Lợn vòi Nam Mỹ (danh pháp hai phần: Tapirus terrestris), hoặc còn gọi là Lợn vòi Brasil (bắt nguồn từ tiếng Tupi: tapi'ira) hoặc Lợn vòi đồng bằng là một trong bốn loài trong họ lợn vòi (cùng với lợn vòi núi, lợn vòi Mã Lai và lợn vòi Baird). Đây là loài động vật hoang dã trên mặt đất lớn nhất ở Nam Mỹ.

## Hình dáng
Lợn vòi Nam Mỹ có bộ lông màu nâu sẫm và có một bờm ngắn, dựng lên chạy từ đầu tới sau cổ. Loài có chiều dài cơ thể khoảng 1,8 đến 2,5 m với một cái đuôi ngắn khoảng từ 5 đến 10 cm. Một con lợn vòi có thể đạt tới khối lượng 270 kg, với chiều cao từ 77 tới 108 cm tính từ vai.

## Phân bố
Heo vòi Nam Mỹ sinh sống ở các khu vực gần nước tại rừng Amazon và lưu vực sông Amazon ở Nam Mỹ, phía đông dãy Andes. Khu vực sinh sống của chúng trải rộng từ Venezuela, Colombia và Guyana ở phía bắc đến Brasil, Argentina và Paraguay ở phía nam, tới Bolivia, Peru và Ecuador ở phía tây.

## Tập tính

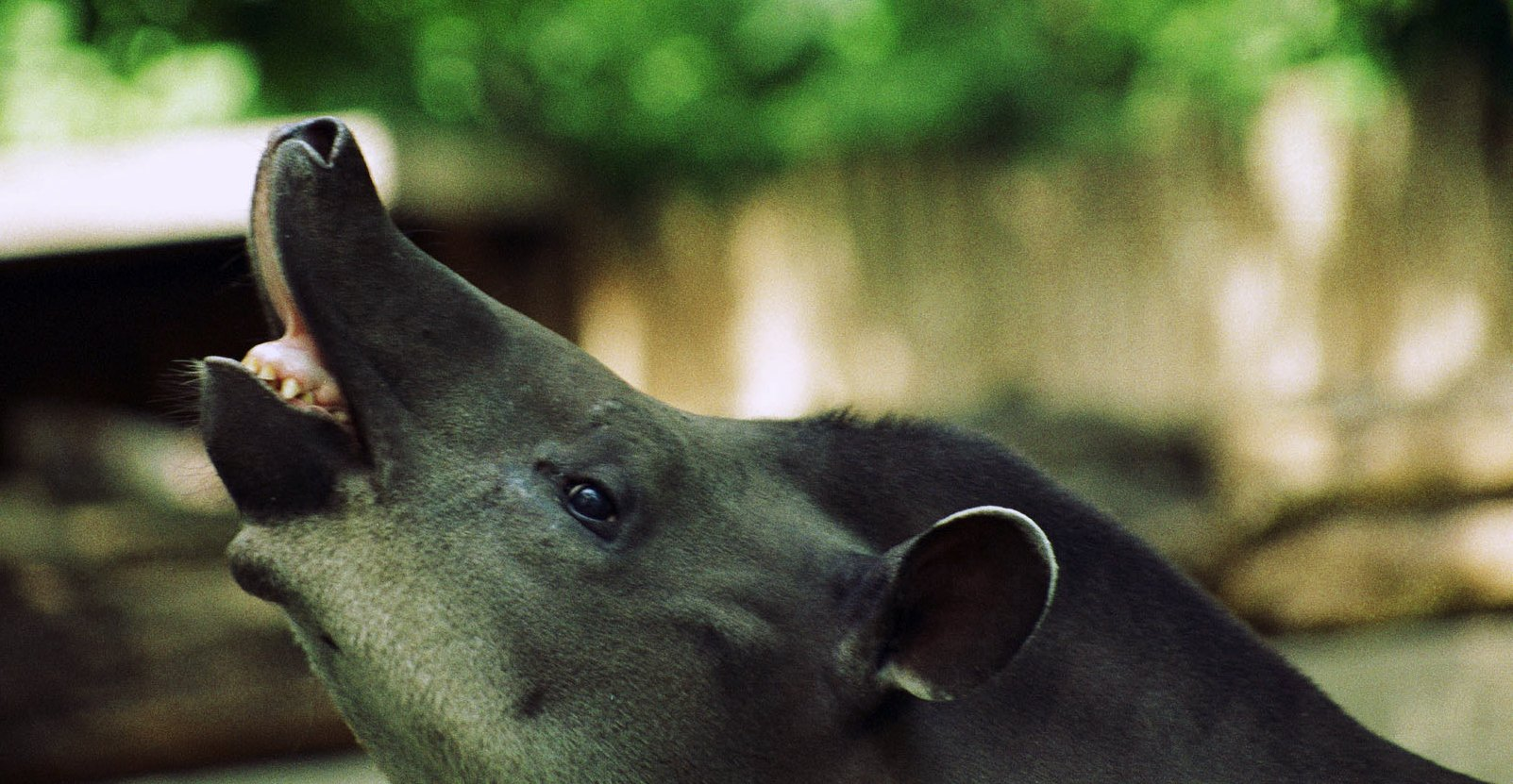
Phản ứng Flehmen

Loài này bơi lặn giỏi nhưng cũng di chuyển nhanh trên mặt đất, thậm chí cả ở những vùng núi gồ ghề. Heo vòi Nam Mỹ có tuổi thọ khoảng từ 25 tới 30 năm. Trong tự nhiên, kẻ thù lớn nhất của chúng là các loài cá sấu (như cá sấu đen hay cá sấu Orinoco) và các loài thú thuộc họ Mèo (như báo đốm Mỹ và báo sư tử), thường tấn công heo vòi vào buổi đêm, khi chúng đã rời nước và ngủ ở bên bờ sông. Theo nghiên cứu thì chúng thường chạy xuống nước khi bị đe doạ.

## Thức ăn
Heo vòi Nam Mỹ là loài thú ăn cỏ. Sử dụng cái mõm khá linh hoạt, chúng ăn lá, chồi cây, cành non, ngoài ra chúng còn ăn cả các loại quả, cỏ và thực vật thủy sinh.

## Sự sinh sản
Chúng động dục hàng tháng. Con cái thường mang thai một con và sinh con sau thời gian mang thai khoảng 390 đến 400 ngày.

## Tình trạng loài

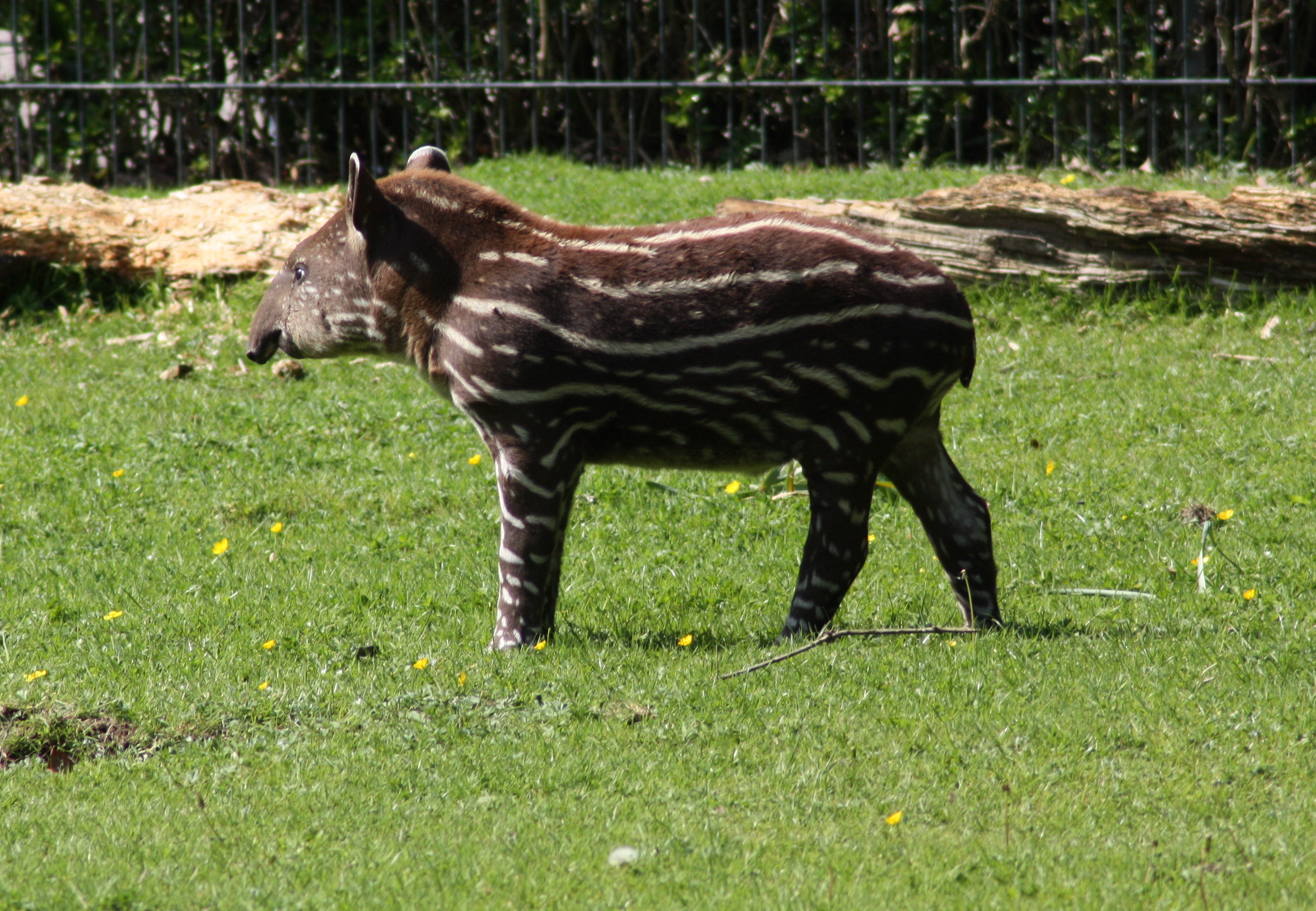
Một con heo vòi Nam Mỹ con tại vườn thú Dortmund

Do bị săn bắn để lấy thịt và da, cũng như sự phá huỷ môi trường sống, số lượng của heo vòi Nam Mỹ giảm xuống. Chúng được xếp vào loài động vật có nguy cơ bị đe doạ cao, ở mức dễ thương tổn. Tuy nhiên nguy cơ tuyệt chủng của chúng thấp hơn 3 loài heo vòi còn lại.